# 萨尔朗德
萨尔朗德（法語：Sarlande，法語發音：[saʁlɑ̃d]）是法国多尔多涅省的一个市镇，位于该省东北部，属于农特龙区。

## 地理
萨尔朗德（45°27'4"N, 1°7'3"E）面积34.74 平方千米，位于法国新阿基坦大区多爾多涅省，该省份为法国西南部内陆省份，是法國本土面积第三大的省，大致对应佩里戈尔地区，北起顺时针与夏朗德省、上维埃纳省、科雷兹省、洛特省、洛特-加龙省、吉倫特省和滨海夏朗德省接壤。
与萨尔朗德接壤的市镇（或旧市镇、城区）包括：圣伊里耶拉佩尔什、格朗东、派扎克、昂瓜斯、拉努阿耶、迪萨克、萨拉扎克、大瑞米亚克。

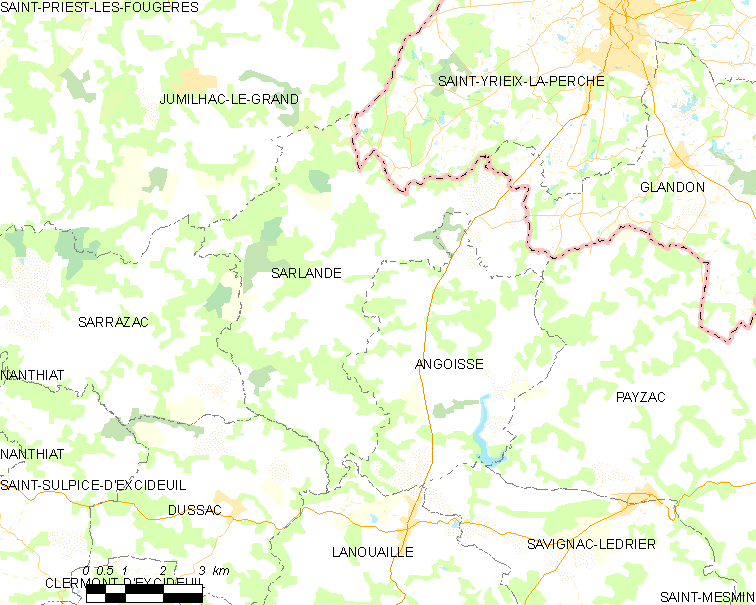
萨尔朗德的OSM定位图

萨尔朗德的时区为UTC+01:00、UTC+02:00（夏令时）。

## 行政
萨尔朗德的邮政编码为24270，INSEE市镇编码为24519。

## 政治
萨尔朗德所属的省级选区为伊勒-卢-欧韦泽尔县。

## 人口

1962-2008年间萨尔朗德人口变化图示

萨尔朗德于2022年1月1日时的人口数量为423人。